# Giovanni Fidanza
Giovanni Fidanza (Bèrgam, 27 de setembre de 1965) és un ciclista italià, ja retirat, que fou professional entre 1988 i 1997. Bon velocista, els seus principals èxits esportius foren una etapa al Tour de França de 1989 i una altra al Giro d'Itàlia de 1990. En aquesta mateixa cursa guanyà la classificació per punts en l'edició de 1989. També guanyà etapes al Tour de Romandia i la Tirrena-Adriàtica.
En retirar-se del ciclisme va passar a desenvolupar tasques de director esportiu en diferents equips masculins: Alexia (2002), Telekom (2003-2005), Team Astana (2006-2007) i LPR Brakes (2008). L'any 2007 va ser el fundador del Still Bike, equip juvenil en el qual van competir les seves filles Arianna i Martina. A partir d'aleshores ha dirigit diferents equips femenins, com l'ALÉ-Cipollini, l'Astana o l'Isolmant-Premac-Vittoria.

## Palmarès
- 1987
  - 1r al Giro delle Tre Provincie - Limito di Pioltello
- 1988
  - 1r a la Coppa San Geo
  - Vencedor d'una etapa de la Cursa de la Pau
- 1989
  - Vencedor d'una etapa al Tour de França
  - Vencedor de 2 etapes del Tour de les Amèriques
  -  1r de la Classificació per punts del Giro d'Itàlia
- 1990
  - Vencedor d'una etapa del Giro d'Itàlia
- 1993
  - Vencedor d'una etapa del Tour de Romandia
  - Vencedor d'una etapa de la Tirrena-Adriàtica
- 1994
  - 1r a la Continentale Classic
- 1995
  - Vencedor d'una etapa del Tour de Romandia

### Resultats al Tour de França
- 1989. 127è de la classificació general. Vencedor d'una etapa
- 1990. 147è de la classificació general
- 1992. 103è de la classificació general
- 1993. 125è de la classificació general
- 1994. 110è de la classificació general
- 1995. 108è de la classificació general

### Resultats al Giro d'Itàlia
- 1989. 110è de la classificació general.  1r de la Classificació per punts
- 1990. 133è de la classificació general. Vencedor d'una etapa
- 1991. 110è de la classificació general
- 1992. 118è de la classificació general
- 1994. 74è de la classificació general
- 1995. 94è de la classificació general

### Resultats a la Volta a Espanya
- 1991. 116è de la classificació general